# Ulugurella
Ulugurella là một chi nhện trong họ Linyphiidae.